# Turbanella palaciosi
Turbanella palaciosi är en djurart som tillhör fylumet bukhårsdjur, och som beskrevs av Adolf Remane 1953. Turbanella palaciosi ingår i släktet Turbanella och familjen Turbanellidae. Inga underarter finns listade i Catalogue of Life.